# Andy Powell
Andrew Powell (* 19. února 1950 Stepney, Londýn, Anglie) je anglický kytarista a skladatel, nejvíce známý jako zakládající člen Wishbone Ash.

## Mládí a kariéra
Narodil se ve východní části Londýna, ale vyrostl v Hemel Hempsteadu, asi 40 km severovýchodně od Londýna. Poprvé hrál na kytaru ve věku 11 let, inspirován rockovou a beatovou skupinou The Shadows.

## Wishbone Ash
V roce 1969 odpověděl Powell na inzerát v Melody Makeru, kterým Martin Turner a Steve Upton hledali kytaristu. Protože se nemohli rozhodnout mezi Powellem a druhým uchazečem (Tedem Turnerem), byla skupina Wishbone Ash založena se dvěma sólovými kytaristy.

## Ostatní vystoupení
Powell nahrával s mnoha umělci, včetně George Harrisona, Ringo Starra, Kashifa, Stewarta Copelanda a skupinou Renaissance. V roce 1988 se Powell podílel na projektu Milese Copelanda Night of the Guitar, společně s umělci jako jsou Randy California, Jan Akkerman, Steve Howe, Steve Hunter, Robby Krieger, Leslie West a Alvin Lee.